# Флаг Боброва
Флаг городского поселения Бобро́в Бобровского муниципального района Воронежской области Российской Федерации.
Флаг утверждён 15 июня 2006 года и внесён в Государственный геральдический регистр Российской Федерации с присвоением регистрационного номера 2378.

## Описание
«Флаг городского поселения Бобров представляет собой прямоугольное белое полотнище с отношением ширины к длине 2:3, несущее у нижнего края зелёную полосу в 1/3 ширины полотнища, посередине полотнища изображение чёрного бобра».

## Обоснование символики
Флаг отражает название города и разработан на основе герба города Боброва.
Исторический герб города Боброва был пожалован императрицей Екатериной Великой 21 сентября (2 октября) 1781 года; подлинное описание исторического герба гласит:

… бобр в серебряном поле, означающий имя сего города.

Главная фигура флага — бобёр — является символом трудолюбия и настойчивости.
Белый цвет (серебро) — символ веры, чистоты, искренности, добродетели, невинности.
Зелёный цвет — символ радости, жизни, изобилия, возрождения, природы и плодородия, а также юности.
Чёрный цвет — символ благоразумия, мудрости, скромности, честности, древности и вечности бытия.